# Lost Lake Trail
Le Lost Lake Trail est un sentier de randonnée américain dans le comté de Larimer, au Colorado. Il permet d'atteindre le lac Lost en remontant le cours de la North Fork Big Thompson. Protégé au sein de la forêt nationale de Roosevelt puis du parc national de Rocky Mountain, il est lui-même inscrit au Registre national des lieux historiques depuis le 5 mars 2008.